# Impasse Croctay
L'impasse Croctay est une courte rue du quartier d'Outremeuse à Liège en Belgique (région wallonne). 

## Odonymie
L'origine du nom de cette impasse est incertaine. Deux hypothèses sont avancées. La première évoque le patronyme d'un habitant de la rue ou du quartier. La seconde se réfère au verbe wallon croter signifiant faire des crottes, l'impasse étant, avant la fin du XIXe siècle, souvent considérée comme humide et insalubre. 

## Description
Cette courte voie plate, étroite et sans issue d'une longueur d'environ 40 m est une voie piétonne se raccordant à la rue Roture, également voie piétonne, en face des immeubles situés aux nos 70 et 72. Au fond de l'impasse, on peut voit une potale placée au premier étage d'une habitation.

## Voirie adjacente
- Rue Roture

### Source et lien externe
- Claude Warzée, « Outremeuse », sur Histoires de Liège (consulté le 7 août 2023)